# 朱有濟

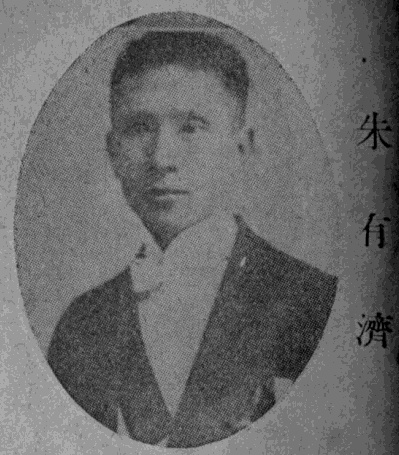
朱有濟

朱有濟（1886年—1960年），字作舟，别号龙沙散人。天津人，祖籍江苏宝山（今属上海）。好京剧，與王庾生、劉叔度並稱「天津票界三傑」。早年畢業於南開學校。曾任山東省鹽運使、上海造幣廠監督、江海關監督等職。1927年6月至1928年3月，任北洋政府潘復內閣財政部次長。以後寓居天津。